# Ammalo chrysogaster
Ammalo chrysogaster là một loài bướm đêm thuộc phân họ Arctiinae, họ Erebidae.